# Опихалино
Опихалино — деревня в Вологодском районе Вологодской области.
Входит в состав Новленского сельского поселения (с 1 января 2006 года по 8 апреля 2009 года входила в Вотчинское сельское поселение), с точки зрения административно-территориального деления — в Вотчинский сельсовет.
Расстояние до районного центра Вологды по автодороге — 84 км, до центра муниципального образования Новленского по прямой — 17 км. Ближайшие населённые пункты — Зрелово, Якуткино, Палкино.
По переписи 2002 года население — 5 человек.

## Известные уроженцы
- Олялин, Николай Владимирович — советский, российский и украинский киноактёр, режиссёр и сценарист, народный артист Украинской ССР[5]